# Nadie Reyhani
Nadie Reyhani ('s-Hertogenbosch, 17 november 1981) is een Nederlands singer-songwriter.

## Biografie
Nadie is de dochter van de overleden zangeres Nadieh (echte naam Karin Meis) en de Iraanse docent Zia Reyhani. In 2005 en 2007 bracht Nadie twee ep's in eigen beheer uit. In 2008 bracht ze de singles Sudden Flashback en Windforce 11 uit. Op 1 maart 2012 kwam haar debuutalbum Soon uit in eigen beheer met distributie via Coast To Coast. Op dit album staat ook Windforce 11, een cover van haar moeders hit uit 1987. In 2012 nam Nadie deel aan het tv-programma De beste singer-songwriter. Nadie kwam niet verder dan de voorronde.

## Discografie

### Albums
| Album met eventuele hitnotering(en) in de Nederlandse Album Top 100 | Datum van verschijnen | Datum van binnenkomst | Hoogste positie | Aantal weken | Opmerkingen |
| ------------------------------------------------------------------- | --------------------- | --------------------- | --------------- | ------------ | ----------- |
| Colors of Grey                                                      | 2005                  |                       |                 |              | EP          |
| Nadie (Sudden Flashback)                                            | 2007                  |                       |                 |              | EP          |
| Soon                                                                | 2012                  |                       |                 |              |             |

### Singles
| Single met eventuele hitnotering(en) in de Nederlandse Top 40 | Datum van verschijnen | Datum van binnenkomst | Hoogste positie | Aantal weken | Opmerkingen |
| ------------------------------------------------------------- | --------------------- | --------------------- | --------------- | ------------ | ----------- |
| Sudden Flashback                                              | 2012                  |                       |                 |              |             |